# Pseudocopicucullia melanoglossa
Pseudocopicucullia melanoglossa är en fjärilsart som beskrevs av Emilio Berio 1934. Pseudocopicucullia melanoglossa ingår i släktet Pseudocopicucullia och familjen nattflyn. Inga underarter finns listade i Catalogue of Life.